# ويلفريد رودس
ويلفريد رودس (29 أكتوبر 1877 في المملكة المتحدة - 8 يوليو 1973 في المملكة المتحدة) (بالإنجليزية: Wilfred Rhodes)‏ هو لاعب كريكت بريطاني (وحمل سابقاً جنسية المملكة المتحدة لبريطانيا العظمى وأيرلندا). شارك مع منتخب إنجلترا للكريكت. أما مع النوادي، فقد لعب مع نادي مقاطعة يوركشاير للكريكت ‏.

## وصلات خارجية
- ويلفريد رودس على موقع إي آس بي آن كريك إنفو (الإنجليزية)